# Orguljaška ljetna škola
Orguljaška ljetna škola održava se od 1994. neprekidno do danas u Šibeniku. U sklopu Orguljaške ljetne škole se odvija pet seminara u trajanju od 10 dana. Orguljašku školu vodi udruga Organum.

## Program
Orguljaška škola svojim je obrazovnim sadržajima namijenjena širokom krugu polaznika, kojima nudi priliku za detaljnije upoznavanje odabranog orguljskog repertoara, razvoj vještina interpretacije i improvizacije na povijesnim i recentnim orguljama, te potpuniji uvid u konstrukciju takvih instrumenata. Ovakvim se komplementarnim pristupom mladim glazbenicima pruža mogućnost za razvijanje što kreativnijeg pristupa u interpretaciji glazbe, utemeljenim na dubljem razumijevanju skladateljskih principa pojedinih stilskih razdoblja. Jedan od važnih ciljeva Škole je i osposobljavanje mladih orguljaša za umijeće improvizacije, koje, premda danas u određenoj mjeri zapostavljeno, predstavlja za svakog orguljaša nužnost njegove profesije. Uz seminare za interpretaciju i improvizaciju, u ponudi Škole su i dvije radionice: organološka i arhivistička, koje nisu nužno namijenjene samo orguljašima, već i svim onim glazbenicima, muzikolozima, kao i amaterima.

## Rad škole
Rad škole organiziran je u dva dijela: seminari se održavaju u prijepodnevnim satima, dok su poslijepodnevni termini rezervirani za vježbanje polaznika i tematska stručna predavanja predavača, a u večernjim satima predviđeni su koncerti. Želja je da polaznici dobiju uvid u rad drugih seminara koji teku paralelno s njihovim, što će se ostvariti jednim organiziranim posjetom svih polaznika svakom pojedinom seminaru.

## Seminari u sklupu Orguljaške ljetne škole u Šibeniku
1. Glazba renesanse i baroka
  - Voditelj: Pavao Mašić
  - Polaznici se usavršavaju u interpretaciji glazbe XVI.-XVIII. stoljeća.
2. Orguljska glazba XIX.-XXI. stoljeća
  - Voditelj: Natalija Imbrišak
  - Polaznici se usavršavaju u interpretaciji recentne i hrvatske orguljske glazbe.
3. Improvizacija
  - Voditelj: Ante Knešaurek
  - Cilj seminara je uvesti polaznike u zakonitosti improvizacijskih vještina, te pružiti svakom pojedinom polazniku metodu prakticiranja i studiranja improvizacije sukladno njegovom osobnom predznanju.
4. Organološka radionica
  - Voditelj: Emin Armano
  - Polaznici se upoznaju s osnovama organologije i s tipovima orgulja od antike do danas. Praktični rad: proučavanje orgulja Domenica Moscatellija građenih za hvarsku katedralu 1786. (prikupljanje podataka za elaborat o instrumentalnom ustroju).
5. Arhivistička radionica
  - Voditelj: Snježana Miklaušić-Ćeran
  - Teoretski pristup: značenje, prikupljanje, stručno sređivanje, čuvanje i korištenje arhivske građe. Praktični rad: nastavak sređivanja muzikalija katedrale (20. st.):

- pregledavanje notnih zapisa i tiskovina i kronološko razvrstavanje
- sadržajna analiza
- elektronička obrada podataka.

## Instrumenti
Polaznicima je na raspolaganju osam instrumenata u najužem centru grada:

### Povijesni instrumenti mletačko-dalmatinske graditeljske škole:
- Orgulje P. Nakića u crkvi sv. Frane (1762.)
- Orgulje F. Daccija u crkvi sv. Križa (cca. 1776.)
- Orgulje N. Lupinija u crkvi sv. Duha (1640.)
- Orgulje braće Giacobbi u Novoj crkvi (1859.)

### Recentni instrumenti:
- Orgulje radionice Heferer u crkvi sv. Frane (1970.)
- Orgulje F. Jenka u Katedrali sv. Jakova (1968.)
- Orgulje F. Jenka u crkvi Gospe van grada (1958.)
- Orgulje braće Zupan u crkvi sv. Ivana (1908.)

## Vanjske poveznice
Organološko društvo "Organum"

Orgulje Šibenske biskupije